# 外廚增九
長蛇座12，又名BD-13 2673，HD 74918、SAO 154622、HR 3484，是長蛇座的一颗恒星，视星等为4.32，位于銀經239.25，銀緯18.01，其B1900.0坐标为赤經8h 41m 39s，赤緯-13° 18.01′ 55″。